# Bismarck (Missouri)
Bismarck és una població dels Estats Units a l'estat de Missouri. Segons el cens del 2008 tenia 1.538 habitants.

## Demografia
Segons el cens del 2000, Bismarck tenia 1.470 habitants, 586 habitatges, i 420 famílies. La densitat de població era de 567,6 habitants per km².
Dels 586 habitatges en un 33,8% hi vivien nens de menys de 18 anys, en un 52,9% hi vivien parelles casades, en un 13,1% dones solteres, i en un 28,3% no eren unitats familiars. En el 24,1% dels habitatges hi vivien persones soles el 13% de les quals corresponia a persones de 65 anys o més que vivien soles. El nombre mitjà de persones vivint en cada habitatge era de 2,43 i el nombre mitjà de persones que vivien en cada família era de 2,85.
Per edats la població es repartia de la següent manera: un 25,6% tenia menys de 18 anys, un 9,4% entre 18 i 24, un 29,5% entre 25 i 44, un 20,3% de 45 a 60 i un 15,1% 65 anys o més.
L'edat mediana era de 36 anys. Per cada 100 dones de 18 o més anys hi havia 90,4 homes.
La renda mediana per habitatge era de 24.583 $ i la renda mediana per família de 30.294 $. Els homes tenien una renda mediana de 25.781 $ mentre que les dones 18.417 $. La renda per capita de la població era de 12.150 $. Entorn del 14,7% de les famílies i el 20,9% de la població estaven per davall del llindar de pobresa.

## Poblacions més properes
El següent diagrama mostra les poblacions més properes.